# Ugo I di Rouergue
Ugo (... – 1054) è stato un sovrano franco, conte di Rouergue, dal 1008 alla sua morte.

## Origine
Figlio primogenito del conte di Rouergue, Raimondo III e della moglie, Riccarda, di cui non si conoscono gli ascendenti, che, nello stesso documento in cui si descrive la morte del marito la si cita come vedova. Raimondo III di Rouergue era il figlio primogenito del conte di Rouergue, Raimondo II e della moglie,  Berta, che secondo il cronista, Liutprando, vescovo di Cremona, era la figlia del conte d'Arles, conte di Provenza e marchese di Toscana, Bosone VI di Provenza, e di Willa II di Borgogna, figlia del re di Borgogna Rodolfo I e di Willa di Provenza.

## Biografia
Dopo la morte del padre, Raimondo III, nel 1008, Ugo gli succedette nel titolo di conte di Rouergue e di Gévaudan, come Ugo I.
Ugo è autore di due donazioni, assieme alla moglie, Fides, e alla madre, Riccarda, una del 23 marzo 1032 e una seconda del 23 gennaio 1051.
Ugo morì, nel 1054, senza eredi maschi, e nel titolo di conte di Rouergue e di Gévaudan, gli subentrò la figlia, Berta.

## Matrimonio e discendenza
Ugo, prima del 1032, aveva sposato Fides, figlia del conte di Cerdagna, Goffredo II, che compare in due donazioni del marito Ugo, assieme alla suocera, Riccarda, la prima proprio del 23 marzo 1032 mentre la seconda del 23 gennaio 1051. Ugo e Fides ebbero due figlie:
- Berta[7] (?- ca. 1065), contessa di Rouergue e di Gévaudan
- Fides. che sposò Bernardo, visconte di Narbona[9].

### Fonti primarie
- (LA)  Preuves de l'Histoire Générale de Languedoc, tome II.
- (LA)  Monumenta Germaniae Historica, Scriptores, tomus III.
- (LA)  Preuves de l'Histoire Générale de Languedoc, tome V.
- (LA)  Cartulaire de l´abbaye de Conques en Rouergue.

### Letteratura storiografica
- Louis Halphen, La Francia nell'XI secolo, in «Storia del mondo medievale», vol. II, 1999, pp. 770–806